# Pteris deflexa
Pteris deflexa är en kantbräkenväxtart som beskrevs av Link. Pteris deflexa ingår i släktet Pteris och familjen Pteridaceae. Inga underarter finns listade.